# Нур-Султан (ханша)
Нур-Султа́н (тат. Nursoltan, Нурсолтан, نور سلطان‎, крым. Nur Sultan, نور سلطان‎) (ум. 1519) — казанская и крымская бикем (жена хана), хаджи. Дочь ногайского бека Темира, беклярбека при хане Ахмате, одном из последних ханов Золотой Орды. Жена казанских ханов Халиля и, после смерти последнего, Ибрагима, а впоследствии — крымского хана Менгли I Гирея.

## Биография
В 1466 году в возрасте 15 лет была выдана замуж за казанского хана Халиля. После смерти Халиля в 1467 году стала третьей женой брата Халиля, хана Ибрагима, родила ему наследников, сделалась старшей женой и, вместе с матерью Ибрагима, главой промосковской группировки при казанском дворе. Поддерживала нейтральную политику мужа, против которой выступал старший его сын, Ильхам, сторонник агрессивной политики.
В 1479 году, после смерти хана Ибрагима и прихода к власти партии Ильхама, Нур-Султан покидает Казань и поручает будущее старшего сына Мухаммед-Амина московскому князю Ивану III, а младшего (Абдул-Латифа) оставляет при себе.
В 1486 году Нур-Султан вышла замуж за крымского хана Менгли I Гирея и уехала в Бахчисарай вместе с сыном Абдул-Латифом.
В 1494—1495 годах совершила большое путешествие по Востоку. Посетила Аравию и Египет со своим братом князем Хусейном, побывала в Мекке и Медине, совершив хадж. Возвратившись, отправила в подарок Ивану III коня, на котором совершила путешествие. В ответ Иван Великий даёт Нурсалтан обещание, что «Казань всегда будет собственностию её рода».
В 1510—1511 годах вместе с пасынком, царевичем Сахиб-Гиреем, совершила второе большое путешествие, в этот раз на Север. Посетила Москву, Казань, повидалась со своими сыновьями. Поездка завершилась подписанием мирного договора между Крымом, Казанью и Москвой, который не нарушался со стороны Крыма до 1513 года, а со стороны Казани — до 1519 года.

## Дети
Сыновья Мухаммед-Амин, Абд уль-Латиф и дочь Гаухаршад родились в браке с ханом Ибрагимом.